# Gränby, Almunge socken
Gränby är en bebyggelse strax norr om länsväg 282 i Almunge socken i Uppsala kommun. Från 2015 avgränsar SCB här en småort.